# Filmografia lui Will Ferrell
Aceasta este filmografia actorului Will Ferrell

## Film
| † | Indică lucrări care încă nu au fost lansate |

### Ca actor
| An   | Titlu                                           | Rol                                                        | Note                                         |
| ---- | ----------------------------------------------- | ---------------------------------------------------------- | -------------------------------------------- |
| 1996 | Criminal Hearts                                 | Newscaster                                                 | Cameo, nemenționat                           |
| 1997 | Men Seeking Women                               | Al                                                         |                                              |
| 1997 | Austin Powers: International Man of Mystery     | Mustafa                                                    |                                              |
| 1998 | A Night at the Roxbury                          | Steve Butabi                                               | De asemenea scenarist                        |
| 1998 | The Thin Pink Line                              | Darren Clark                                               |                                              |
| 1999 | Austin Powers: The Spy Who Shagged Me           | Mustafa                                                    |                                              |
| 1999 | Dick                                            | Bob Woodward                                               |                                              |
| 1999 | Superstar                                       | Sky Corrigan / Jesus                                       |                                              |
| 1999 | The Suburbans                                   | Gil                                                        |                                              |
| 2000 | Drowning Mona                                   | Cubby the Funeral Director                                 |                                              |
| 2000 | The Ladies Man                                  | Lance DeLune                                               |                                              |
| 2001 | Jay and Silent Bob Strike Back                  | Federal Wildlife Marshal Willenholly                       |                                              |
| 2001 | Zoolander                                       | Jacobim Mugatu                                             |                                              |
| 2002 | Boat Trip                                       | Brian's Boyfriend                                          | nemenționat                                  |
| 2003 | Old School                                      | Frank "The Tank" Ricard                                    |                                              |
| 2003 | Elf                                             | Buddy                                                      |                                              |
| 2004 | Starsky & Hutch                                 | Big Earl                                                   | nemenționat                                  |
| 2004 | Anchorman: The Legend of Ron Burgundy           | Ron Burgundy                                               | De asemenea scenarist                        |
| 2004 | Melinda and Melinda                             | Hobie                                                      |                                              |
| 2004 | Wake Up, Ron Burgundy: The Lost Movie           | Ron Burgundy                                               | Direct-pe-DVD; de asemenea scenarist         |
| 2004 | Oh, What a Lovely Tea Party                     | Rolul său                                                  | Documentar                                   |
| 2005 | The Wendell Baker Story                         | Dave Bix                                                   |                                              |
| 2005 | Kicking & Screaming                             | Phil Weston                                                |                                              |
| 2005 | Bewitched                                       | Jack Wyatt                                                 |                                              |
| 2005 | Wedding Crashers                                | Chazz Reinhold                                             | nemenționat                                  |
| 2005 | Winter Passing                                  | Corbit                                                     |                                              |
| 2005 | The Producers                                   | Franz Liebkind                                             |                                              |
| 2006 | Curious George                                  | Ted Shackleford "The Man with the Yellow Hat" (voce)       |                                              |
| 2006 | Talladega Nights: The Ballad of Ricky Bobby     | Ricky Bobby                                                | De asemenea scenarist și producător executiv |
| 2006 | Stranger than Fiction                           | Harold Crick                                               |                                              |
| 2007 | Blades of Glory                                 | Chazz Michael Michaels                                     |                                              |
| 2008 | Semi-Pro                                        | Jackie Moon                                                |                                              |
| 2008 | Step Brothers                                   | Brennan Huff                                               | De asemenea scenarist și producător executiv |
| 2009 | Land of the Lost                                | Dr. Rick Marshall                                          |                                              |
| 2009 | The Goods: Live Hard, Sell Hard                 | Craig McDermott                                            | nemenționat; și producător                   |
| 2010 | The Other Guys                                  | Detective Allen Gamble                                     | Și producător                                |
| 2010 | Everything Must Go                              | Nick Halsey                                                |                                              |
| 2010 | Megamind                                        | Megamind (voce)                                            |                                              |
| 2011 | Megamind: The Button of Doom                    | Megamind/Mega-Megamind (voce)                              | Scurtmetraj                                  |
| 2012 | Tim and Eric's Billion Dollar Movie             | Damien Weebs                                               | Și producător                                |
| 2012 | Casa de mi padre                                | Armando Alvarez                                            | Și producător                                |
| 2012 | The Campaign                                    | Cam Brady                                                  | Și producător                                |
| 2013 | The Internship                                  | Kevin                                                      | Nemenționat                                  |
| 2013 | Anchorman 2: The Legend Continues               | Ron Burgundy                                               | De asemenea scenarist și producător          |
| 2014 | The Lego Movie                                  | Lord Business (voce) The Man Upstairs                      |                                              |
| 2015 | Get Hard                                        | James King                                                 | Și producător                                |
| 2015 | Daddy's Home                                    | Brad Whitaker                                              | Și producător                                |
| 2016 | Zoolander 2                                     | Jacobim Mugatu                                             |                                              |
| 2017 | The House                                       | Scott Johansen                                             | Și producător                                |
| 2017 | Daddy's Home 2                                  | Brad Whitaker                                              | Și producător                                |
| 2018 | Holmes & Watson                                 | Sherlock Holmes                                            | Și producător                                |
| 2019 | The Lego Movie 2: The Second Part               | President Business / Lord Business (voce) The Man Upstairs |                                              |
| 2019 | Drunk Parents                                   | Bum                                                        | Cameo                                        |
| 2019 | Between Two Ferns: The Movie                    | Rolul său                                                  |                                              |
| 2019 | Zeroville                                       | Rondell                                                    | nemenționat                                  |
| 2020 | Downhill                                        | Pete Stanton                                               |                                              |
| 2020 | Impractical Jokers: The Movie                   | Miami Restaurant Guy #4                                    | Cameo                                        |
| 2020 | Eurovision Song Contest: The Story of Fire Saga | Lars Erickssong                                            | De asemenea scenarist și producător          |
| 2020 | David                                           | Therapist                                                  | Scurtmetraj                                  |
| 2022 | Spirited †                                      | Ghost of Christmas Present                                 | Post-producție; și producător                |
| 2023 | Strays †                                        |                                                            | Post-producție                               |
| 2023 | Barbie †                                        | as the CEO of Mattel                                       | Filmări                                      |

### Ca produător
| An   | Titlu                             | Note                |
| ---- | --------------------------------- | ------------------- |
| 2007 | Hot Rod                           | Producător executiv |
| 2010 | The Virginity Hit                 |                     |
| 2012 | Bachelorette                      |                     |
| 2013 | Hansel & Gretel: Witch Hunters    |                     |
| 2014 | Tammy                             |                     |
| 2014 | Welcome to Me                     |                     |
| 2015 | Sleeping with Other People        |                     |
| 2016 | The Boss                          |                     |
| 2017 | Oh Lucy!                          | Producător executiv |
| 2018 | Ibiza                             |                     |
| 2018 | Vice                              |                     |
| 2019 | Booksmart                         |                     |
| 2019 | Hustlers                          |                     |
| 2021 | Barb and Star Go to Vista Del Mar |                     |
| 2022 | Am I OK?                          |                     |

## Televiziune

### Ca actor
| An                                     | Titlu                                                     | Rol                             | Note |
| -------------------------------------- | --------------------------------------------------------- | ------------------------------- | --- |
| 1995                                   | A Bucket of Blood                                         | Tânăr                           | Film TV |
| 1995                                   | On Our Own                                                | Construction Worker             | Episodul: "Little Rascals" |
| 1995                                   | Grace Under Fire                                          | Man at Meeting                  | Episodul: "When It Rains, They Pour" |
| 1995                                   | Living Single                                             | Roommate from Hell #1           | Episodul: "Talk Showdown" |
| 1995–2002; 2005; 2009; 2012; 2018–2019 | Saturday Night Live                                       | Roluri diverse Gazdă            | 138 episoade Episodul: "Will Ferrell/Queens of the Stone Age" Episodul: "Will Ferrell/Green Day" Episodul: "Will Ferrell/Usher" Episodul: "Will Ferrell/Chris Stapleton" Episodul: "Will Ferrell/King Princess" |
| 1997                                   | Cow and Chicken                                           | Farmer / Astronaut No. 2 (voci) | Episodul: "Space Cow/Orthodontic Police" |
| 1997                                   | The Angry Beavers                                         | Bouncer (voce)                  | Episodul: "Bummer of Love/Food of the Clods" |
| 1998                                   | Hercules                                                  | Geryon (voce)                   | Episodul: "Hercules and the Jilt Trip" |
| 1999                                   | King of the Hill                                          | Coach Lucas (voce)              | Episodul: "Three Coaches and a Bobby" |
| 1999                                   | Happily Ever After: Fairy Tales for Every Child           | Mamet the Moocher (voce)        | Episodul: "Ali Baba and the Forty Thieves" |
| 2000                                   | Strangers with Candy                                      | Bob Whitely                     | Episodul: "Trail of Tears" |
| 2001                                   | Family Guy                                                | The Black Knight (voce)         | Episodul: "Mr. Saturday Knight" |
| 2001                                   | Undeclared                                                | Dave                            | Episodul: "Addicts" |
| 2001–02                                | The Oblongs                                               | Bob Oblong (voce)               | 13 episoade |
| 2003                                   | The Guardian                                              | Attorney Larry Flood            | Episodul: "All the Rage" |
| 2007                                   | The Naked Trucker and T-Bones Show                        | Chuck Billson                   | Episodul: "Demo Tape" |
| 2008                                   | Saturday Night Live Weekend Update Thursday               | George W. Bush                  | Episodul: "1.3" |
| 2009                                   | SpongeBob SquarePants                                     | Rolul său                       | Episodul: "SpongeBob's Truth or Square" |
| 2009                                   | Man vs. Wild                                              | Rolul său                       | Episodul: "Man vs. Wild: The Will Ferrell Special" |
| 2009                                   | You're Welcome America: A Final Night With George W. Bush | George W. Bush                  | Special TV |
| 2009–12                                | Eastbound & Down                                          | Ashley Schaeffer                | 5 episoade; și producător executiv |
| 2010                                   | Tim and Eric Awesome Show, Great Job!                     | Donald Mahanahanr               | Episodul: "Stuntmen" |
| 2010–11                                | Funny or Die Presents                                     | Grant Measum, Will              | 2 episoade; și creator și producător executiv |
| 2010–12                                | 30 Rock                                                   | Shane Hunter                    | 3 episoade |
| 2011                                   | The Office                                                | managerul Deangelo Vickers      | 4 episoade |
| 2011                                   | 2011 MTV Video Music Awards                               | Future Ad-Rock                  | Special TV |
| 2012–13                                | Conan                                                     | Ron Burgundy                    | 3 episoade |
| 2013                                   | Jimmy Kimmel Live!                                        | Ron Burgundy                    | Episodul: "11.94" |
| 2014                                   | The Spoils of Babylon                                     | Eric Jonrosh                    | 6 episoade; și producător executiv |
| 2014                                   | @midnight                                                 | Chad Softwick                   | Episodul: "2.34" |
| 2014                                   | Welcome to Sweden                                         | Rolul său                       | Episodul: "Learn the Language" |
| 2015                                   | Comedy Central Roast of Justin Bieber                     | Ron Burgundy                    | Special TV |
| 2015                                   | A Deadly Adoption                                         | Robert Benson                   | Film TV; și producător executiv |
| 2015                                   | The Spoils Before Dying                                   | Eric Jonrosh                    | 6 episoade; și producător executiv |
| 2015, 2019                             | Drunk History                                             | Various                         | 2 episoade; și producător executiv |
| 2015                                   | The Last Man on Earth                                     | Gordon Vanderkruik              | Episodul: "The Boo" |
| 2015                                   | The Chris Gethard Show                                    | Rolul său                       | Episodul: "Speed Weddings"; și producător executiv |
| 2015                                   | Ferrell Takes the Field                                   | Rolul său                       | Special TV; și producător executiv |
| 2016                                   | The Jim Gaffigan Show                                     | Rolul său                       | 2 episoade |
| 2017                                   | Throwing Shade                                            | Murph                           | Episode #1.1 |
| 2017                                   | Not the White House Correspondents’ Dinner                | George W. Bush                  | Special episode of Full Frontal with Samantha Bee |
| 2017                                   | No Activity                                               | Adrian                          | 3 episoade; și producător executiv |
| 2018                                   | The 2018 Rose Parade Hosted by Cord & Tish                | Cord Hosenbeck                  | serial Amazon Video; și producător executiv |
| 2018                                   | The Royal Wedding Live with Cord & Tish!                  | Cord Hosenbeck                  | serial HBO; și producător executiv |
| 2019                                   | Live in Front of a Studio Audience                        | Tom Willis                      | Episodul: "Norman Lear's All in the Family and The Jeffersons"; și producător executiv |
| 2020                                   | COVID Is No Joke                                          | Rolul său                       | Special TV |
| 2020                                   | Feeding America Comedy Festival                           | Rolul său                       | Special TV |
| 2021                                   | Demi Lovato: Dancing with the Devil                       | Rolul său                       | serial documentar YouTube |
| 2021                                   | The Shrink Next Door                                      | Martin "Marty" Markowitz        | Miniserial; și producător executiv |

### Ca producător executiv
| An           | Titlu                                    | Note |
| ------------ | ---------------------------------------- | ---- |
| 2010         | Big Lake                                 |      |
| 2014–2015    | Bad Judge                                |      |
| 2017–2019    | I'm Sorry                                |      |
| 2017–2018    | I Love You, America with Sarah Silverman |      |
| 2018         | LA to Vegas                              |      |
| 2018–present | Succession                               |      |
| 2019–present | Dead to Me                               |      |
| 2020         | Robbie                                   |      |
| 2020         | Motherland: Fort Salem                   |      |

## Videoclipuri muzicale
| Artist(i)             | Titlu                                 | An   | Regizor(i) |
| --------------------- | ------------------------------------- | ---- | ---------- |
| Beastie Boys          | "Make Some Noise (Beastie Boys song)" | 2011 | N/A        |
| Red Hot Chili Peppers | "Go Robot"                            | 2016 | Tota Lee   |
| Gal Gadot & Friends   | "Imagine"                             | 2020 | N/A        |

## Jocuri video
| An   | Titlu                          | Rol de voce     | Note         |
| ---- | ------------------------------ | --------------- | ------------ |
| 2004 | Call of Duty: United Offensive | Trooper #4      |              |
| 2006 | Curious George                 | Ted Shackleford |              |
| 2014 | The Lego Movie Videogame       | Lord Business   | Arhivă audio |